# Otto Steineck
Otto Steineck (* 29. Mai 1920 in Zistersdorf, Niederösterreich; † 25. August 1990 in Wien) war ein österreichischer Pflanzenbauwissenschaftler.

## Leben
Otto Steineck, Sohn eines Verwalters einer landwirtschaftlichen Lagerhausgenossenschaft, besuchte seit 1938 die höhere landwirtschaftliche Bundeslehranstalt in Wieselburg. 1940 wurde er zum Wehrdienst eingezogen. Eine schwere Kriegsverletzung führte zu einer dauernden Behinderung. Von 1943 bis 1947 studierte er Landwirtschaft an der Hochschule für Bodenkultur in Wien. Seit 1948 war er als wissenschaftliche Hilfskraft an dem unter Leitung von Ladislaus Michael Kopetz stehenden Institut für Pflanzenbau und Pflanzenzüchtung dieser Hochschule tätig. 1949 promovierte er mit der Dissertation „Beiträge zur Frage der hydroponischen (erdlosen) Kultur von Gemüse“. Anschließend arbeitete er weiter als Assistent an diesem Institut und erwarb 1954 mit der Schrift „Bormangelschäden bei Kartoffeln“ die Venia legendi für das Fach Pflanzenbau. 1967 wurde er als Nachfolger von L. M. Kopetz zum ordentlichen Professor und Vorstand des Instituts für Pflanzenbau und Pflanzenzüchtung der Hochschule für Bodenkultur in Wien berufen. Hier wirkte er bis zu seiner Emeritierung im Jahre 1988.
Im ersten Jahrzehnt seiner wissenschaftlichen Tätigkeit hat sich Steineck besonders gründlich mit pflanzenbaulichen und pflanzenzüchterischen Aspekten bei der Kartoffel befasst. Aufbauend auf den wegweisenden Erkenntnissen seines Lehrers Kopetz über den Photoperiodismus fand er weitere Zusammenhänge über das photoperiodische Verhalten der Kartoffel und ihrer Knollenbildung. Die wichtigsten Ergebnisse und die Auswirkungen auf die pflanzenbauliche Produktionstechnik hat er 1956 in einem Beitrag in der „Zeitschrift für Pflanzenzüchtung“ veröffentlicht. Später beschäftigte er sich zunehmend mit Fragen der Pflanzenernährung. Mit einer neu entwickelten Technik der Nährlösungskultur untersuchte er besonders die Wechselwirkung zwischen Stickstoff und Kalium.
Steineck war seit 1958 Redakteur und seit 1968 Chefredakteur der Zeitschrift „Die Bodenkultur“. Für seine wissenschaftlichen Leistungen erhielt er 1965 den Theodor-Körner-Preis. Die Landwirtschaftliche Fakultät der Universität Keszthely in Ungarn verlieh ihm 1978 die Würde eines Ehrendoktors.

## Schriften und Aufsätze (Auswahl)
- Neue Wege im Kartoffelbau (mit L. M. Kopetz). Leopold Stocker Verlag, Graz u. Göttingen 1953; 2. Aufl. 1959.
- Noch mehr Luzerne!. Bundesministerium für Land- und Forstwirtschaft Wien 1955.
- Tageslänge und Knollenbildung bei Kultursorten der Kartoffel.  In: Zeitschrift für Pflanzenzüchtung Bd. 36, 1956, S. 197–213.
- Sproßbildung und Wurzelwachstum verschiedener Kulturpflanzen bei konstantem Angebot steigender Nährstoffe N und K. In: Die Bodenkultur Bd. 15, 1964, S. 268–284.